# Juan Carlos Vellido
Juan Carlos Vellido (Barcelona, 18 de marzo de 1968) es un actor español.

## Carrera artística
Comenzó su carrera artística a los diecinueve o veinte años, a través de unos amigos que tenían un grupo teatral amateur en Gavà. Juan Carlos les ayudaba a diversas tareasː descargar el camión, montar el escenario, hasta que un día le ofrecieron un papel.
Compaginó sus estudios de Derecho en la Universidad de Barcelona con los estudios de interpretación en la escuela de Nancy Tuñón. A los veinticuatro años, cuando ya trabajaba de manera estable en un banco, se trasladó a Madrid. Allí prosiguió su formación artística en la escuela de Juan Carlos Corazza, mientras comenzaba a hacer teatro, y poco después, televisión. Abandonó el trabajo en el banco, y comenzó una etapa de intermitencias laborales, que le llevaron a trabajar como camarero, o corrector en una editorial.
Debutó en el cine con Alma gitana (dirigida por Chus Gutiérrez en 1996). Posteriormente fue el protagonista de la opera prima del director Jordi Mollá (No somos nadie). Desde entonces ha trabajado a las órdenes de directores como Guillermo del Toro (El espinazo del diablo), María Ripoll (Utopía), Manuel Huerga (Salvador) o Rob Marshall (Piratas del Caribe 4).
En televisión, comenzó con la serieTodos los hombres sois iguales, emitida por Telecinco entre 1996 y 1998. Posteriormente ha formado parte de otras como Hierro (2019). 
Juan Carlos Vellido también ha publicado dos obras literarias: Escorzos y El hombre que vivía en una pecera, ambas publicadas por Editorial Martínez-Roca.

## Filmografía
| Año               | Título                          | Personaje                  |
| ----------------- | ------------------------------- | -------------------------- |
| 1992              | V comme vengeance               | Regidor                    |
| 1995              | Mar de dudas                    | Edilson                    |
| 1996 - 1998       | Todos los hombres sois iguales  |                            |
| 1998              | La vida en el aire              | Javier                     |
| 1998 - 1999       | La casa de los líos             |                            |
| 1999              | Ellas son así                   | Rafa                       |
| 2004              | Hospital Central                | Francisco                  |
| 2007              | El comisario                    | Moco                       |
| 2008              | Zoo                             | Tony                       |
| 2008              | Hermanos & detectives           | Duque Fernández de Guevara |
| 2010              | Alakrana                        | Engrasador                 |
| 2011              | La duquesa II                   | Beltrán                    |
| 2011; 2018 - 2019 | 14 de abril. La República       | Gelabert                   |
| 2012              | Mario Conde, los días de gloria | Arturo Romaní              |
| 2014              | Hermanos                        | Daniel Pastor              |
| 2014              | Cuéntame un cuento              | Enrique                    |
| 2014 - 2016       | Cuéntame cómo pasó              | Moreto                     |
| 2014 - 2016       | El Príncipe                     | Fouad                      |
| 2015 - 2016       | Amar es para siempre            | Juan Lorente               |
| 2017              | La zona                         | Charly                     |
| 2017 - 2018       | El secreto de Puente Viejo      | Don Ignacio                |
| 2018              | La verdad                       | Izquierdo                  |
| 2018              | Snatch                          | Fajardo                    |
| 2019              | Derecho a soñar                 | Fajardo Chaparro           |
| 2019              | Hierro                          | Morata                     |
| 2019              | Las chicas del cable            | Gregorio Díaz              |
| 2020              | White Lines                     | Licenciado González        |
| 2020              | Desaparecidos                   | Sousa                      |
| 2020              | Alguien tiene que morir         | Santos Aldama              |
| 2022 - 2023       | Servir y proteger               | Isidro Galván              |
| 2023              | Nacho                           | José María Ponce Berenguer |
| 2025              | El clan Olimpia                 |                            |

| Año  | Título                                       | Personaje                        | Director                        |
| ---- | -------------------------------------------- | -------------------------------- | ------------------------------- |
| 1993 | Walter Peralta (cortometraje)                |                                  | Jordi Mollà                     |
| 1995 | Boca a boca                                  |                                  | Manuel Gómez Pereira            |
| 1996 | Alma gitana                                  |                                  | Chus Gutiérrez                  |
| 1996 | Malena es un nombre de tango                 | Nacho                            | Gerardo Herrero                 |
| 1997 | ¿De qué se ríen las mujeres?                 |                                  | Joaquín Oristrell               |
| 1998 | Los años bárbaros                            | Jorge Negrete                    | Fernando Colomo                 |
| 1998 | The Flying Liftboy                           | Guerrilla                        | Ben Sombogaart                  |
| 1999 | Los lobos de Washington                      | Hombre bala                      | Mariano Barroso                 |
| 2001 | 3 noches                                     | Picasso                          | Fernando Venturini              |
| 2001 | El espinazo del diablo                       | Ayala                            | Guillermo del Toro              |
| 2001 | I Love You Baby                              |                                  | Alfonso Albacete, David Menkes  |
| 2002 | Pasos de baile                               | Soldado 1 en la oficina de Rejas | John Malkovich                  |
| 2002 | No somos nadie                               | Ángel                            | Jordi Mollà                     |
| 2002 | Bestiario                                    | Baltasar                         | Vicente Pérez Herrero           |
| 2003 | Utopía                                       | Ramiro                           | María Ripoll                    |
| 2004 | Lo que soñó Sebastián                        |                                  | Rodrigo Rey Rosa                |
| 2006 | Salvador                                     | Policía BPS                      | Manuel Huerga                   |
| 2007 | Cinemart                                     | Transvestido                     | Jordi Mollà                     |
| 2008 | Che: Guerrilla                               | Mayor Hernán Plata               | Steven Soderbergh               |
| 2008 | Sexykiller, morirás por ella                 | Profesor de Anatomía             | Miguel Martí                    |
| 2009 | Expulsados 1609, la tragedia de los moriscos | Pícaro                           | Miguel E. López Lorca           |
| 2009 | Malamuerte                                   | Juan                             | Vicente Pérez Herrero           |
| 2010 | 18 comidas                                   | Juan                             | Jorge Coira                     |
| 2010 | Carne de neón                                | Director porno                   | Paco Cabezas                    |
| 2011 | Piratas del Caribe: En Mareas Misteriosas    | Capitán español                  | Rob Marshall                    |
| 2012 | Volver a nacer                               | Ministerio Oficial               | Sergio Castellitto              |
| 2013 | Alacrán enamorado                            | Francisco                        | Santiago Zannou                 |
| 2013 | Pixel Theory                                 | Presidente Durán                 | Esaú Dharma, ......             |
| 2013 | Alpha                                        | Tom                              | Joan Cutrina                    |
| 2014 | Los fenómenos                                | Furón                            | Alfonso Zarauza                 |
| 2014 | Crustáceos (documental)                      | Juan Carlos Vellido              | Vicente Pérez Herrero           |
| 2017 | Piratas del Caribe: La venganza de Salazar   | Teniente Lesaro                  | Joachim Rønning, Espen Sandberg |
| 2017 | El collar de sal                             |                                  | Vicente Pérez Herrero           |
| 2017 | Edict of expulsion 1492                      | Oruc Reis                        | Omer Sarikaya                   |
| 2017 | Hereje                                       | Suppiluliuma                     | Ignacio Oliva                   |
| 2018 | Alegría, tristeza                            | Abogado                          | Ibón Cormenzana                 |
| 2019 | Tu día de suerte (cortometraje)              |                                  | Fele Martínez                   |
| 2021 | The Nanny's Night                            | Sam                              | Ignacio López                   |
| 2022 | Código emperador                             | Azcona                           | Jorge Coira                     |
| 2022 | Canallas                                     | Judío Perista                    | Daniel Guzmán                   |
| 2023 | Bajo terapia                                 | Roberto                          | Gerardo Herrero                 |

## Premios
Premios Goya
| Año  | Categoría                                 | Película     | Resultado |
| ---- | ----------------------------------------- | ------------ | --------- |
| 2024 | mejor interpretación masculina de reparto | Bajo terapia | Nominado  |